# 直根性
直根性（ちょっこんせい）は、ダイコン、ゴボウなどのように、根が途中で分かれることなく、まっすぐに伸びる性質である。チューリップ、ヒヤシンスなど、根は何本も伸びるが、分かれ目のないものはやはり直根性という。
このような植物では、根が切断されてしまうと、再生が難しいため、移植ができない。ケシ科、マメ科、アカバナ科などの、実生の場合は、直まきにするか、本葉が2枚くらいの、ごく小さな苗のうちに定植する。球根類は、ダリアやカンナ、ラナンキュラスなど一部を除いて移植を嫌うので、栽培地に直に植えるか、鉢植えにしておき、鉢の中身を土ごとすっぽり抜いて植え替える。
樹木にも直根性のものがあるが、そのような種でも挿し木だと不定根を生じて成長するため主根がない。このため根の張りが浅いとされ、挿し木苗によるスギ等の人工林は土砂崩れを起こしやすいともいわれる。